# Tutti i giorni
Tutti i giorni è un singolo dei rapper italiani Capo Plaza e Sfera Ebbasta, pubblicato il 22 maggio 2014.

## Tracce
1. Tutti i giorni (feat. Sfera Ebbasta) – 3:42